# Paulette (fumetto)
Paulette è personaggio immaginario protagonista di una omonima serie a fumetti francese di genere erotico-politico creato da Georges Wolinski e Georges Pichard, che racconta le avventure di una giovane e ricchissima ereditiera dalle spiccate simpatie di sinistra. Attraverso le avventure di Paulette e del suo amico Giuseppe, un vecchio barbone trasformato in avvenente fanciulla da una talpa magica, il fumetto passa in rassegna gli anni settanta e alcune delle loro situazioni topiche come la contestazione giovanile, la guerra del Vietnam, la situazione politica francese, le lotte operaie, la caduta dell'utopia hippy della vita in una comune.
Ne venne tratta una trasposizione cinematografica nel 1986.

## Biografia del personaggio
Paulette è protagonista di rocambolesche avventure in cui incorre nel tentativo di disfarsi del suo immenso patrimonio di cui prova disgusto, essendo comunista convinta e dichiarata. Nel suo intento viene però costantemente osteggiata da avventurieri e approfittatori che desiderano impossessarsi dei suoi soldi (non ultimo, il consiglio d'amministrazione della sua società, la Guildebert).

## Storia editoriale
Il primo episodio della serie venne pubblicato nella rivista Charlie edita in Francia da Éditions Albin Michel. La serie è composta da sette episodi che vennero pubblicati in volumi dedicati dal 1971 al 1984.
In Italia gli episodi sono stati pubblicati da Linus nei primi anni settanta e raccolti nei seguenti volumi:
- Paulette, Milano, Milano Libri, 1975
- Paulette va al circo, Bologna, L'Isola Trovata, 1979

## Altri media

### Cinema
- Paulette, la pauvre petite milliardaire (1986): regia di Claude Confortès.[2]